# El detectiu Conan: Història d'amor a la comissaria
El detectiu Conan: Història d'amor a la comissaria (originalment en japonès, 本庁の刑事恋物語～結婚前夜～, Honchō no Keiji Koi-monogatari Kekkon Zen'ya) és una pel·lícula japonesa de 2022, escrita per Junichi Miyashita i basada en episodis ja emesos a l'anime del Detectiu Conan. Es va emetre al Japó, com a programa puntual de televisió, el 15 d'abril de 2022, per a celebrar l'estrena de la pel·lícula La núvia de Halloween, publicada el mateix dia al Japó. Està produïda per TMS Entertainment.
La distribuïdora Alfa Pictures va anunciar, l'octubre de 2022, que havia llicenciat aquest especial, amb doblatge i subtítols al català. i es va publicar en un DVD doble juntament amb La núvia de Halloween a partir del 15 de desembre de 2022. Per a televisió, es va estrenar en català al Canal SX3 el 3 d'abril de 2023.

## Argument
L'especial resumeix la relació entre els policies Wataru Takagi i Miwako Sato, amb una nova narració de Conan Edogawa i una línia regravada. El film cobreix el fil argumental de diversos episodis de la sèrie d'El detectiu Conan:
- «Una història d'amor a la comissaria 3» (episodis 205-206 en numeració japonesa)
- «Continua la història d'amor a la comissaria central» (episodis 253-254)
- «La Central de la Policia Metropolitana tremola. Els dotze milions d'ostatges» (episodi 304)
- «Cinquè episodi de la història d'amor dels policies» (episodis 358-359)
- «La cicatriu antiga i l'esperit d'un inspector» (episodi 535)
- «Retransmissió d'un amor que arrisca la vida» (episodis 681-683)

A l'escena final, Miwako Sato s'està preparant com a núvia, mentre que la Yumi Miyamoto s'hi apropa. Mentrestant, en Wataru Takagi s'està esperant fora. Aquestes escenes condueixen als esdeveniments de La núvia de Halloween.

## Repartiment
- Estudi de doblatge: Takemaker
- Director: Carles Nogueras

Moltes de les veus del doblatge català són reutilitzades dels episodis originals de la sèrie d'animació.
| Conan Edogawa        | Minami Takayama    | Joël Mulachs            |
| Shinichi Kudo        | Kappei Yamaguchi   | Òscar Muñoz             |
| Miwako Sato          | Atsuko Yuya        | Meritxell Sota          |
| Wataru Takagi        | Wataru Takagi      | Marc Gómez              |
| Ninzaburo Shiratori  | Kazuhiko Inoue     | Josep Maria Mas         |
| Kiyonaga Matsumoto   | Seizo Katou        | Ángel del Río           |
| Juzo Megré           | Chafurin           | Ramon Canals            |
| Kazunobu Chiba       | Isshin Chiba       | Aleix Estadella         |
| Jinpei Matsuda       | Nobutoshi Canna    | Albert Trifol i Segarra |
| Kenji Hagiwara       | Shinchirō Miki     | Jordi Nogueras          |
| Mitsuhiko Tsuburaya  | Ikue Ōtani         | Elisabet Bargalló       |
| Ayumi Yoshida        | Yukiko Iwai        | Berta Cortés            |
| Genta Kojima         | Wataru Takagi      | Miquel Bonet            |
| Ai Haibara           | Megumi Hayashibara | Roser Aldabó            |
| Yumi Miyamoto        | Yū Sugimoto        | Irene Miràs             |
| Ran Mouri            | Wakana Yamazaki    | Núria Trifol            |
| Sonoko Suzuki        | Naoko Matsui       | Eva Lluch               |
| Naeko Miike          | Rie Tanaka         | Elisabet Bargalló       |
| Ryusaku Fuemotu      | Masaharu Satō      | Domènec Farell          |
| Dr. Hiroshi Agasa    | Kenichi Ogata      | Toni Sevilla            |
| Dokuro Kibo          | Masaharu Satō      | Àlex Meseguer           |
| Shuji Kano           | Rokurō Naya        | Daniel Albiac           |
| Veus addicionals     |                    | Alfonso Vallés          |
| Veus addicionals     | Héctor Garcia      |                         |
| Veus addicionals     | Jaume Aguiló       |                         |
| Font: ElDoblatge.com |                    |                         |